# Sonny Stitt
Edward (Sonny) Stitt (Boston, Massachusetts, 2 februari 1924 – Washington, 22 juli 1982) was een Amerikaans jazz-saxofonist die behoorde tot de bebop-muzikanten. Met zijn meer dan honderd albums was hij een van de productiefste saxofonisten. Van jazzcriticus Dan Morgenstern kreeg hij de bijnaam The Lone Wolf vanwege zijn aanhoudend reizen en zijn toewijding aan de jazz.

## Leven en werk
Sonny Stitt werd geboren in Boston. Hij groeide op in een muzikaal gezin. Zijn vader gaf muzieklessen, zijn moeder was pianolerares en zijn broer was een klassiek geschoold pianist. Sonny's eerste opnamen dateren uit 1945, met Stan Getz en Dizzy Gillespie. Hij deed eveneens ervaring op met spelen in enkele swingbands, hoewel hij over het algemeen in bebopbands speelde.
Sonny speelde altsaxofoon in Billy Eckstine's bigband, naast toekomstige beboppioniers als Dexter Gordon en Gene Ammons, van 1945 tot 1949. Vanaf dat moment begon hij met meer regelmaat tenorsaxofoon te spelen. Later speelde hij aanzienlijke tijd met Gene Ammons en Bud Powell.
Toen Stitt tenorsaxofoon opnam, leek het alsof hij hiermee tegen sommige kritieken wilde ingaan dat hij het jazzgenie Charlie Parker wilde nabootsen. Hij was niet de enige die zich aan de invloed van Parker wilde ontworstelen; toen altsaxofonist Gene Quill werd bekritiseerd door een jazzcriticus omdat zijn stijl te dicht zou aanleunen tegen die van Charlie Parker antwoordde hij vinnig: "You try imitating Charlie Parker!" (Probeer jij maar eens om te spelen als Charlie Parker!) Stitt begon dan ook een meer onderscheidend geluid op zijn tenor te ontwikkelen. Hij speelde met andere bopmuzikanten als Bud Powell en Eddie "Lockjaw" Davis, een tenorsaxofonist met een in vergelijking met Stitt veel ruwere toon. Dit deed hij in de jaren 50 en ook nam hij een aantal albums op voor het Prestige Records label, en andere albums voor Argo en Verve & Roost. Van het spel van Stitt wordt gezegd dat het op deze zeldzame albums op zijn hoogtepunt is. Stitt experimenteerde met Afro-Cubaanse jazz in de latere jaren 50, en de resultaten zijn te vinden op zijn opnamen voor Verve en Roost, waarop hij samenwerkte met Thad Jones en Chick Corea voor de Latijns-Amerikaanse versies van klassiekers als Autumn Leaves.
Stitt werkte kortstondig samen met Miles Davis in 1960 op het album Live at Stockholm, met als verdere bezetting Wynton Kelly, Paul Chambers en Jimmy Cobb. Davis ontsloeg Stitt echter vanwege zijn drankprobleem, en verving hem door een andere tenorsaxofonist, Hank Mobley. Stitt bewees later in de jaren 60 eer aan een van zijn grote voorbeelden, Charlie Parker, op het album Stitt Plays Bird, waarop Jim Hall op gitaar meewerkte. Stitt wilde zich gaan begeven in de souljazz en nam daarom het later bejubelde album Soul People met Booker Ervin op in 1964. Stitt zou ook opnames maken met Duke Ellington en oud-student Paul Gonsalves in de jaren 60.
In de jaren 70 vertraagde Stitt de productie van albums, hoewel niet zo erg, en in 1972 bracht hij opnieuw een klassieker uit, Tune Up, wat volgens veel jazzcritici zijn beste album was en is en sterk deed denken aan zijn vroegere spel.
Stitt bleef tot op het eind van zijn leven erg actief: Hij deed mee aan Giants of Jazz op enkele albums voor het Mercury label, en nam sessies op voor Cobblestone en andere labels. In 1982 werd hij getroffen door een hartaanval, en liet het leven op 22 juli van dat jaar.
Hoewel zijn spel eerst vrij heavy was, dankzij de inspiratie door Charlie Parker en Lester Young, ontwikkelde Stitt uiteindelijk toch zijn eigen stijl, die van invloed was op John Coltrane. Stitt was bijzonder effectief in blues- en balladstukken als Skylark.